# Röttingen (Bajorország)
Röttingen település Németországban, azon belül Bajorországban. Lakosainak száma 1673 fő (2023. december 31.). Röttingen Riedenheim, Aub, Bieberehren, Tauberrettersheim és Weikersheim községekkel határos.

## Népesség
A település népessége az elmúlt években az alábbi módon változott:
| Lakosok száma | 1294 | 1802 | 1628 | 1733 | 1706 | 1687 | 1713 | 1688 | 1646 | 1673 |
|               | 1875 | 1950 | 1975 | 1987 | 2012 | 2014 | 2016 | 2017 | 2021 | 2023 |